# Shot Me Down
Cet article concerne la chanson de David Guetta. Pour la chanson de Cher, voir Bang Bang (My Baby Shot Me Down). Pour la chanson des Audio Bullys, voir Shot You Down.
Singles de David Guetta
Ain't a Party
(2013) Bad
(2014)
Singles par Skylar Grey
White Suburban
(2013)
Pistes de Lovers on the Sun EP et Listen (édition deluxe)
Bad
(3)
Shot Me Down est une chanson de David Guetta, avec la participation de Skylar Grey. Elle est produite par David Guetta et Giorgio Tuinfort, avec une production supplémentaire fournie par Ralph Wegner et a été dévoilée le 3 février 2014 en format numérique sur toutes les plateformes de téléchargement légal françaises. Shot Me Down a atteint le sixième rang des hit-parades français, tout en se plaçant également dans les tops dix des hit-parades belges, britanniques, irlandais, danois, hongrois et australiens, ainsi que dans les tops vingt des hit-parades allemands, espagnols et italiens. Le single s’est classé dès sa sortie à la 15e place de l’iTunes Store américain et dans le top dix en France. Plus de 32 000 exemplaires ont été soldés au Royaume-Uni, où il s’est classé 4e des ventes[réf. nécessaire]. La version originale de la chanson, intitulée Bang Bang (My Baby Shot Me Down), est interprétée par Cher et publiée en 1966. Celle-ci a fameusement été reprise par Nancy Sinatra la même année.
Elle a aussi été reprise par la chanteuse Dalida en Italien et par la chanteuse Sheila en français.

## Accueil critique
Robert Copsey du site web britannique Digital Spy a formulé un avis mitigé à l’égard de la chanson, déclarant :

« Avant même d’écouter le nouveau single de David Guetta, il a été difficile de ne pas me demander, est-ce réellement nécessaire ? Et si nous avons l’impression de l’avoir déjà entendu auparavant, ce n’est pas qu’une simple impression ; le classique de Cher / Nancy Sinatra n’a pas seulement fait l’objet d’une reprise en tant qu’hommage, mais d’une version plus dance créée par le duo de producteurs Audio Bullys en 2005, qui reste parfaitement commode aujourd'hui. Alors pourquoi est-il si tracassant ? Étonnamment, le tristement célèbre refrain de la chanson reste largement semblable à celui de l’original ici, même avec la voix de Skylar Grey, qui présente une ressemblance obsédante à celle de Sinatra. C'est bien dommage, d’autant qu’elle a été prise en sandwich entre des tronçons de rythmes menaçants, des airs de musique EDM stroboscopiques et une basse en broyage. Séparées, les deux sonnent comme des chansons prometteuses, mais réunies, le résultat semble paresseux et disjoint . »

## Clip vidéo
Le clip vidéo de Shot Me Down, réalisé par Olivier Boscovitch, s’avère être une lyric video conçue dans un style de comic book animé, prend place dans l’ouest sauvage et démarre en montrant une cow-girl solitaire, errant dans le désert. Cette cow-girl arrive dans une ville et s’engage tout de suite dans un échange de tirs avec un autre cow-boy, remportant la bataille. Elle craint d’être capturée si elle monte sur son cheval et s’enfuit avec. Ensuite, elle rencontre encore plus d’ennemis cow-boys et tente de les combattre, mais elle est capturée par le shérif et jetée en prison. Elle est assise dans sa cellule de prison pendant un certain temps, pensant être vaincue, mais utilise finalement son pistolet pour percer la paroi cellulaire et s’évader. Après s'être échappée, la cow-girl s'engage dans un autre échange de tirs avec le shérif, bataille qu’elle gagnera une seconde fois, avant de fuir cette ville sur son cheval. En fin de compte, un cow-boy mystérieux, vêtu d’habits sombres et elle-même, qui ressemble étrangement au truand du film de Quentin Tarantino " Kill Bill vol 1 ", commencent à s'affronter, en tirant l’un sur l’autre en même temps, sauf que la cow-girl se fait tirer dessus en plein cœur, tombant par la suite à terre et mourant.

## Classements et certifications
| Classement (2014)                       | Meilleure position |
| --------------------------------------- | ------------------ |
| Allemagne (Media Control AG)            | 13                 |
| Australie (ARIA)                        | 3                  |
| Autriche (Ö3 Austria Top 40)            | 16                 |
| Belgique (Flandre Ultratop 50 Singles)  | 11                 |
| Belgique (Wallonie Ultratop 50 Singles) | 4                  |
| Canada (Hot 100)                        | 66                 |
| Danemark (Tracklisten)                  | 8                  |
| Écosse (OCC)                            | 3                  |
| Espagne (PROMUSICAE)                    | 13                 |
| États-Unis (Dance Club Songs)           | 49                 |
| Finlande (Suomen virallinen lista)      | 8                  |
| France (SNEP)                           | 6                  |
| Hongrie (Dance Top 40)                  | 1                  |
| Hongrie (Single Top 40)                 | 9                  |
| Irlande (IRMA)                          | 7                  |
| Italie (FIMI)                           | 17                 |
| Pays-Bas (Nederlandse Top 40)           | 17                 |
| Nouvelle-Zélande (RMNZ)                 | 20                 |
| Pologne (Dance Top 50)                  | 28                 |
| Tchéquie (IFPI Rádio)                   | 21                 |
| Royaume-Uni (UK Singles Chart)          | 4                  |
| Royaume-Uni (UK Dance Chart)            | 3                  |
| Slovaquie (IFPI Rádio)                  | 50                 |
| Suède (Sverigetopplistan)               | 16                 |
| Suisse (Schweizer Hitparade)            | 6                  |

| Pays             | Certification | Chiffres de ventes |
| ---------------- | ------------- | ------------------ |
| Australie (ARIA) | 1 × Platine   | Plus de 70 000     |

## Formats et éditions
| 1. | Shot Me Down (featuring Skylar Grey) | 3:11 |

| 1. | Shot Me Down (featuring Skylar Grey) (format original) | 3:11 |
| 2. | Shot Me Down (featuring Skylar Grey) (version élargie) | 5:15 |

## Historique de sortie
| Pays        | Date(s)         | Format    | Label(s)                 |
| ----------- | --------------- | --------- | ------------------------ |
| France      | 3 février 2014  | Numérique | Parlophone, Warner Music |
| Royaume-Uni | 10 février 2014 | Numérique | Parlophone, Warner Music |